# Onze-Lieve-Vrouwekerk (Tielt)

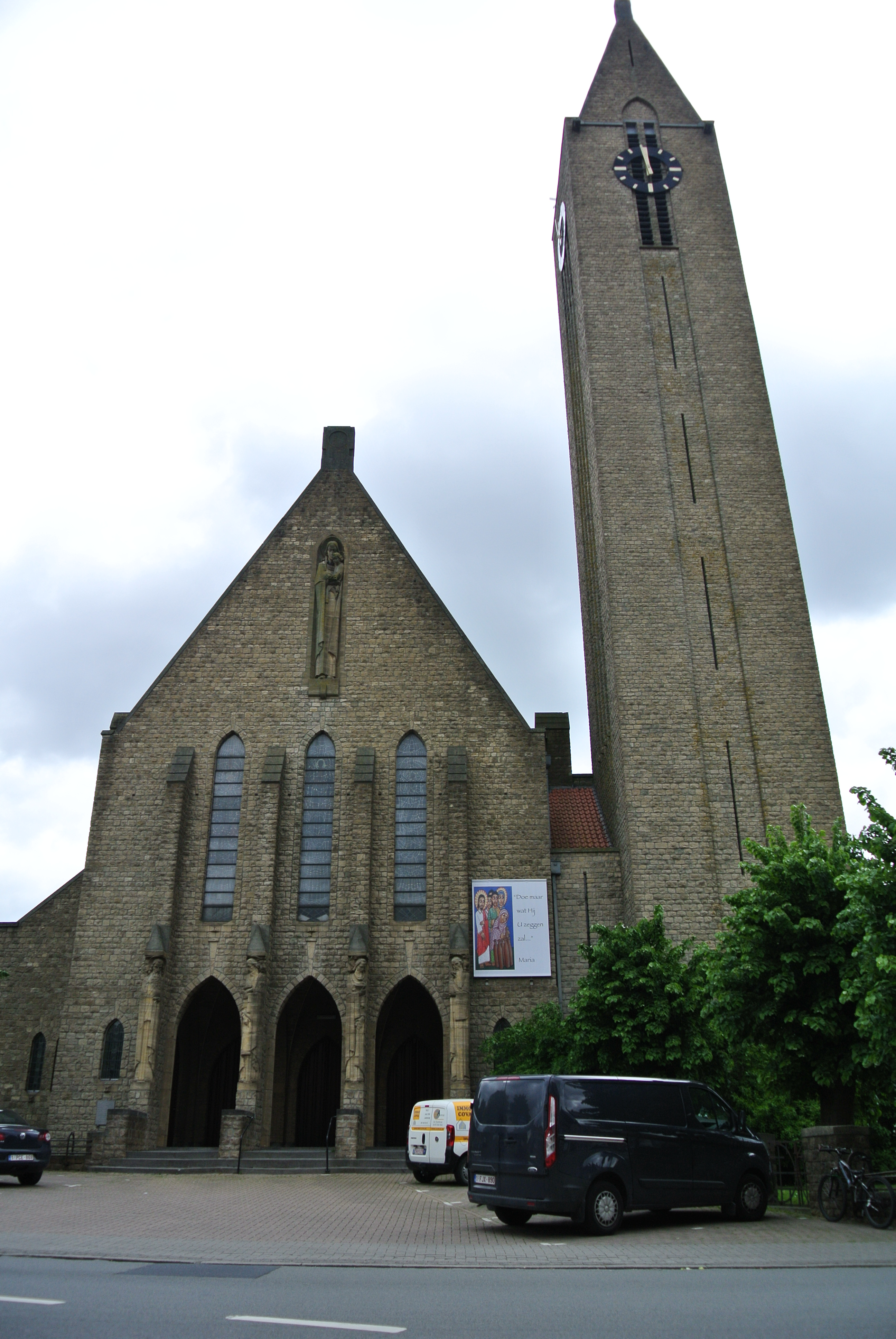
De voorgevel van de Onze-Lieve-Vrouwekerk

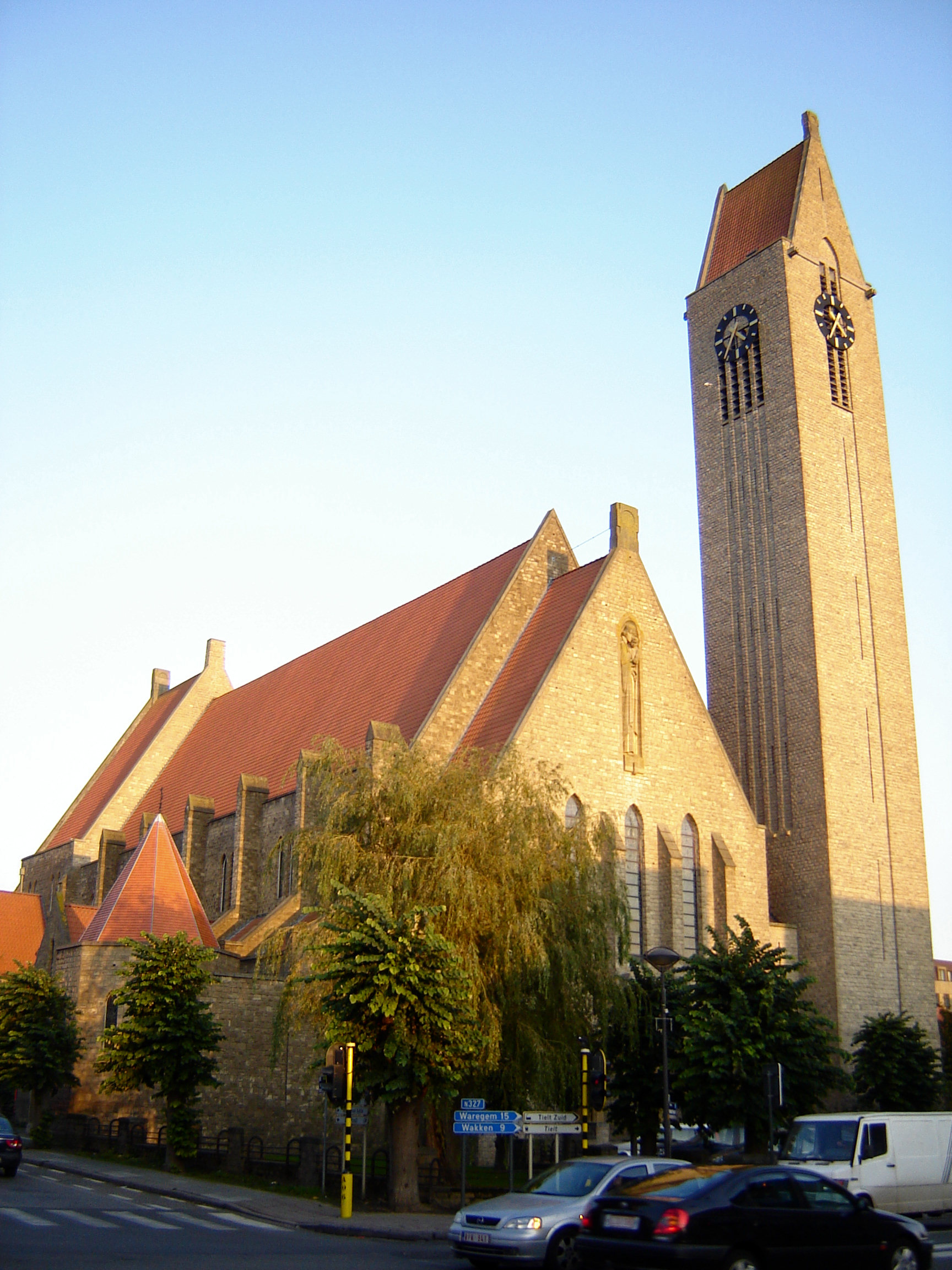
Onze-Lieve-Vrouwekerk

De Onze-Lieve-Vrouwekerk is een parochiekerk in de Vredestraat in de stad Tielt, in West-Vlaanderen, België. De kerk werd op 14 september 2009 vastgesteld als bouwkundig en bestaand erfgoed.

## Geschiedenis
Plannen voor een tweede parochie in Tielt bestonden al sinds het eind van de 18e eeuw. Op verzoek van de baljuw (schepen en burgemeester) tekende de landmeter Philip Jan Lemaieur in 1786 een plan van de toekomstige nieuwe parochie. Het Minderbroedersklooster zou dienen als tweede parochiekerk. Dit plan kwam echter niet tot uitvoering, door de annexatie van de streken bij Frankrijk.
Pas in 1913 kwamen de definitieve plannen voor de Onze-Lieve-Vrouweparochie tot stand. In 1914 werd een noodkerk betrokken, namelijk een patronagezaal in de Oude Stationstraat. De definitieve kerk werd in de periode van 1936 tot 1938 gebouwd naar ontwerp van architect Gerard Vande Weghe. De beeldhouwer Maurice Vander Meeren vervaardigde de beelden aan de voorgevel.

#### Schade
De kerk liep lichte schade op tijdens de Tweede Wereldoorlog, zowel bij de bezetting, als bij de bevrijding. Het dak en de toren raakten beschadigd. Van de drie weggevoerde klokken werd er één onbeschadigd in Hamburg teruggevonden en teruggeplaatst, de twee andere klokken werden later vervangen. Met uitzondering van enkele onderhouds- en kleine aanpassingswerken aan de daken, toren en het interieur, werden er geen grote wijzigingen meer aangebracht aan de kerk.

## Gebouw/bouwstijl
Het betreft een driebeukig kerkgebouw met een aan de zuidwesthoek aangebouwde toren op vierkante plattegrond en gedekt met een zadeldak. Het gebouw is uitgevoerd in breuksteen, een onbewerkte natuursteen (zandsteen), en de stijl ervan is expressionistisch. De voorgevel is versierd met beelden van de vier evangelisten. Ook prijkt er boven het altaar een 11 meter hoog Christusbeeld en het gestileerde beeld van H. Theresia in de zijbeuk. Het interieur heeft een hoog spitstongewelf waarvan de ribben wijd uiteen staan en doorlopen tot de grond. Opvallend aan het exterieur van de kerk is de dominerende slanke en hoge toren.
De toren van de Onze Lieve-Vrouwekerk is 52,42 meter hoog en samen met het parkeerterrein aan de zuidzijde telt het een oppervlakte van 4 226 m².

## Meubilair
Het kerkmeubilair is grotendeels van 1937 en is in Art deco-stijl.
Het groot triomfkruis is vervaardigd door Maurice Vander Meeren.
De figuratieve glas-in-loodramen, met voorstelling van heiligen, vinden hun oorsprong in 1942 en zijn gemaakt door César Vanhevele uit Gent. De doopkapel met bijbelse taferelen is gemaakt in 1954 door de gebroeders Vande Weghe uit Beernem. Het orgel van 1952 werd vervaardigd door Jozef Loncke en hersteld door J. Lapon in 1996.

## De Onze-Lieve-Vrouwekerk nu
In 2021 kreeg de Onze-Lieve- Vrouwekerk een nieuw podium vooraan in de kerk. Het podium zou behalve voor erediensten ook gedeeld gebruikt kunnen worden voor evenementen zoals deze van het Koninklijk koor en Orkest Zanglust.